# 小川賢勝
小川 将且（おがわ まさかつ、1970年8月19日  ）は、日本の俳優、演出家、劇作家。北海道紋別出身。血液型はB型。本名 小川賢勝(おがわ まさかつ)

## 略歴
- 平成4年より、劇団名作座にて全国の小中高校を巡り演劇活動を本格的に開始。テレビ・CM・映画・雑誌等で活躍。
- 平成10年、劇団BAD3を結成。主宰・作・演出として活動、
- 平成14年、東京都中央区と共同制作で築地小劇場の第一回公演「海戦」を再演し評判を博す。
- 平成15年、劇団BAD3を演劇集団に改名、閉鎖した空間を開放し、よりクウォリティーの高い作品制作を開始。
- 平成19年から、株式会社グローリースタイルプロモーションの演劇講師として、新人育成に助力を尽くしている。
- 平成23年から、劇団モナリ座2ndに役者、演技指導として参画。
- 平成26年から、演劇ユニットs45。として活動開始。
- 平成29年から、NPO法人ちぇぶらの公認ファシリテーターとして社会貢献に協力開始。（活動休止中）
- 平成30年11月 世界初の更年期を主題にした舞台の脚本演出を手掛ける。

### 舞台演出作品
- 平成10年7月 劇団オークス「おじゃが池」第3回公演（池袋小劇場）
- 平成10年12月 劇団BAD3「みつわ荘」第2回公演（池袋小劇場）
- 平成12年5月 劇団BAD3「イノセント」第3回公演（池袋小劇場）
- 平成13年2月　劇団BAD3「桜の木の下で」第4回公演（池袋小劇場)
- 平成14年10月 劇団BAD3「海戦」築地小劇場80周年記念 先行公演 （築地社会教育会館)
- 平成16年6月 演劇集団BAD3「ブブス先生」築地小劇場80周年記念公演（築地社会教育会館）
- 平成18年12月 演劇集団BAD3「ジャングル・ジャングル」演劇集団BAD3プロデュース Vol.1（北池袋 新生館シアター）
- 平成20年3月 チームあげもり『B・HAPPY』（秋田犬）
- 平成21年3月 劇団mix piece「記憶奏」第1回公演（櫂スタジオ）
- 平成21年12月 演劇集団BAD3「黒くて丸いもの」改訂版 旗揚げ10周年記念公演（中板橋新生館シアター）
- 平成22年1月 劇団mix piece「夢で逢えたら」第2回公演（櫂スタジオ）
- 平成23年1月 劇団Dripping「ワールドエンド」第4回公演（櫂スタジオ）
- 平成24年1月 劇団Dripping「TPO」 第5回公演（櫂スタジオ）
- 平成26年から s45作品の全演出
- 平成30年11月 劇団ちぇぶら ｢更年期の国のアリス｣ 旗揚げ公演(テルプシコール)

### 映画出演作品
★ 平成4年 公開  「シコふんじゃった。」

### ライブ出演作品
★平成28年12月23日
上坂すみれ初の両国国技館 ライブ
上坂すみれのひとり相撲2016～サイケデリック巡業～
「どすこいダンサー」として出演。

### 舞台出演作品
- 平成5年9月 劇団そら「スペースモンキー」旗揚げ公演（前進座劇場）
- 平成5年12月 演劇集団ホライズン「夢物語〜メーテルからの贈り物〜」チャリティー公演（五反田文化センター）
- 平成6年12月 演劇集団ホライズン「夢物語〜天使からの贈り物〜」チャリティー公演（五反田文化センター）
- 平成7年6月 劇団ポコ・ア・ポコ「怪盗」旗揚げ公演（アルテ・パティオ）
- 平成9年1月 劇団オークス「パソコン通信」第2回公演 臨海劇場こけら落とし（臨海劇場）
- 平成9年6月 Silver Clock Company「Sacond Step」旗揚げ公演　第9回池袋演劇祭 （アートスペースサンライズホール）
- 平成10年6月 クレセントシティー9mg「逆切れのジョー」第9回公演（大塚ジェルスホール）
- 平成10年7月 クレセントシティー9mg「ハード・クリアー」第10回公演 第1回リプトン演劇祭（シアターグリーン）
- 平成10年12月 劇団BAD3「黒くて丸いもの」 旗揚げ公演（池袋小劇場）
- 平成11年7月 劇団BAD3「みつわ荘」 第2回公演（池袋小劇場）
- 平成12年5月 劇団BAD3「イノセント」第3回公演（池袋小劇場）
- 平成12年9月　停時場 「波」 第1回公演（タイニイ・アリス）
- 平成13年2月　劇団BAD3「桜の木の下で」 第4回公演（池袋小劇場）
- 平成14年10月　劇団BAD3「海戦」築地小劇場80周年記念 先行公演（築地社会教育会館9
- 平成15年5月 劇団オークス「アオイカケラ」第12回公演（タイニイ・アリス）
- 平成15年7月 演劇ユニット「はれる屋」「〜星を見上げながら〜　きらきらひかる」山あり谷あり公演（Bar,isn't it?　六本木店）
- 平成16年6月 演劇集団BAD3「ブブス先生」築地小劇場80周年記念公演（築地社会教育会館）
- 平成16年8月 劇団胡桃組「夜宮」旗揚げ公演（スタジオ・あくとれ）
- 平成17年6月　シンプルプラン「海戦R」プロデュースvol.1（ウエストエンドスタジオ）
- 平成18年12月 演劇集団BAD3「ジャングル・ジャングル」プロデュース公演Vol.1（北池袋新生館シアター）
- 平成19年4月　シンプルプラン『マグネット』/「ステップ・バイ・ステップ」プロデュースvol.2（武蔵野芸能劇場）
- 平成19年9月　演劇ユニットsmokers「スモーカーズ」第4回公演（中野劇場MOMO）
- 平成19年10月　劇団ジコマンゾク「ザ・ズー・ストーリー」野外公演（上野公園/杉並区蚕糸の森公園）
- 平成20年3月　杉並演劇祭出場↑↑↑
- 平成20年12月　演劇集団BAD3「黒くて丸いもの」改訂版 旗揚げ10周年記念公演（中板橋新生館シアター）
- 平成21年2月　劇団緋の車「たわむれの日々」第10回公演（ザムザ阿佐ヶ谷）
- 平成21年11月　劇団緋の車「右か左か」第11回公演（ザムザ阿佐ヶ谷）
- 平成22年3月　東京ミネラル金魚『黒い神童たち』第9回公演（明石スタジオ）杉並演劇祭出場
- 平成24年 2月 劇団モナリ座2nd 『コメディドラゴン』第1回 (なかの芸能小劇場)
- 7月 劇団モナリ座2nd 『コメディドラゴン』第2回 （なかの芸能小劇場）
- 平成25年 3月 劇団モナリ座2nd 『コメディドラゴン』第3回（なかの芸能小劇場）
- 5月 劇団MAHOROBA＋α 『ペコラムートンの羊』特別企画（遊空間がざびぃ）
- 8月 劇団モナリ座2nd 『コメディドラゴン』第4回 (なかの芸能小劇場)
- 12月 劇団MAHOROBA＋α 『トリコロールバッドエンド』特別企画 (渋谷Gallery LE DECO)
- 平成26年から s45 全作品に出演 6月 時代絵巻AsH 『蒼刻～そうこく～』其ノ四 （シアターグリーン）
- 平成27年 7月 時代絵巻AsH 『碧血～へきけつ～』其ノ六 （シアターグリーン）
- 平成28年 5月 そらえ詞 『チャリザップ』第4回 （新宿無何有）朗読劇
- 8月感謝の日々を 「蒼き空には嵐は吹かず」vol.2 （明石スタジオ）
- 平成30年 11月 劇団ちぇぶら 『コーネンキの国のアリス』旗揚げ公演 （テルプシコール）